# John Conyers
John Conyers (ur. 16 maja 1929 w Detroit, zm. 27 października 2019 tamże) – amerykański polityk.

## Życiorys
Urodził się 16 maja 1929 roku w Detroit. Studiował na Wayne State University, gdzie uzyskał bakalaureat i stopień prawniczy. Po studiach otworzył praktykę prawniczą, a następnie był członkiem Gwardii Narodowej Michigan (1948–1950) i Armii Stanów Zjednoczonych (1950–1954). Pod koniec lat 50. przystąpił do American Civil Liberties Union, a od 1964 roku był członkiem zarządu. W 1964 roku wygrał wybory do Izby Reprezentantów (z ramienia Partii Demokratycznej) i uzyskiwał reelekcję w 26 kolejnych kadencjach Kongresu, a od 2015 po odejściu z Izby Reprezentantów Johna Dingella był dziekanem Izby (najdłużej pełniącym mandat kongresmanem). W grudniu 2017 zrezygnował z zasiadania w Kongresie po zarzutach o molestowanie seksualne. Był pierwszym inicjatorem ustanowienia Dnia Martina Luthera Kinga.
Według gazety The New Republic Conyers był w 1983 roku członkiem Demokratycznych Socjalistów Ameryki.